# Globus Cassus

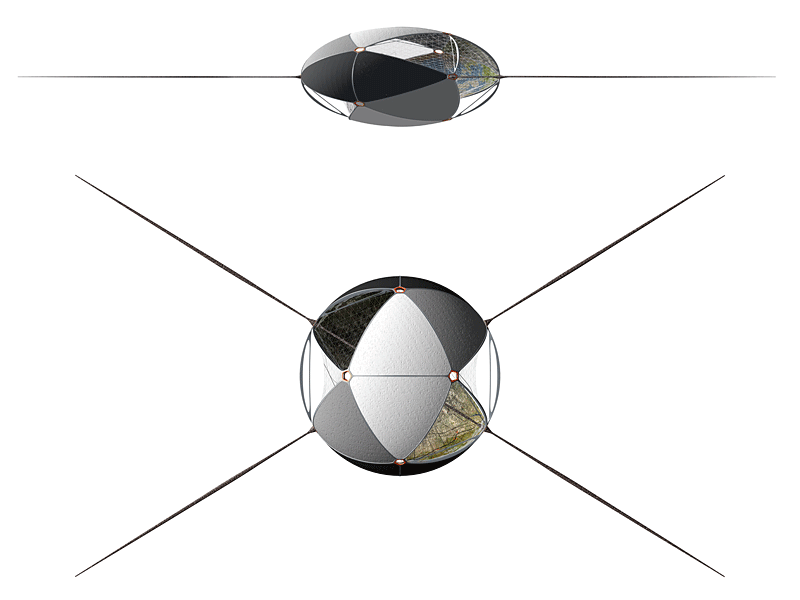
Seitenansicht und Aufsicht des Globus Cassus

Globus Cassus (lat. globus „Erdkugel“ und cassus „hohl“) ist eine architektonische Utopie, welche die Umwandlung der Erde in eine viel größere, hohle und auf ihrer Innenseite bewohnte Sphäre von diskusartiger Form vorsieht.
Globus Cassus ist eine Idee des Architekten und Künstlers Christian Waldvogel, die dieser seit 1998 als Open-Content-Website entwickelt. In herkömmlicher Ausstellungsform fand Globus Cassus erstmals 2003 ein Publikum und war 2004 der offizielle Schweizer Beitrag an der 9. Architekturbiennale von Venedig. Das die Ausstellung begleitende, gleichnamige Buch erhielt an der Leipziger Buchmesse 2005 eine Goldmedaille im Wettbewerb Schönste Bücher aus aller Welt.
Die von außen nach innen „umgestülpte Erde“ ist gemäß Waldvogel ein „antipodisches“ Modell, das als „Spielplatz dienen soll, um neue, frische und ungebundene Ideen für eine ideale Welt zu entwickeln“. (“It is meant to be a playground to develop new, fresh and unrestricted ideas for an ideal world.”) Als Kunstprojekt gehört es in den Bereich der Netz- und Prozesskunst.

## Utopie

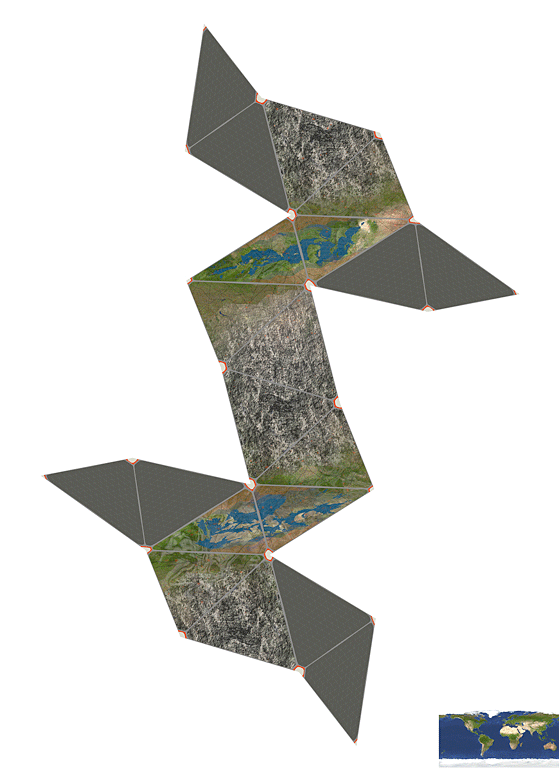
Die aufgeklappte Schalenstruktur des Globus Cassus im Vergleich mit der Oberfläche der Erde. Vier der zwanzig Schalen werden bewohnt, acht können landwirtschaftlich genutzt werden, acht dienen industriellen Zwecken.

Globus Cassus ähnelt den hypothetischen Dyson- und Bernal-Sphären und ist ein sich um seine eigene Achse drehender Hohlkörper aus 115 km dicken, gekrümmten Schalen, die ein stark abgeflachtes geodätisches Ikosaeder mit einem maximalen Durchmesser von 85.000 km formen. Vier Turmbauten der Äquatorialebene (Weltraumlifte) reichen über die Außenseite diagonal in den Weltraum hinaus, ihre gegenüberliegenden Endpunkte sind 318.000 km entfernt. Acht nach innen gewölbte Fensterdome sorgen für den Einfall von Sonnenlicht. Die für Menschen bewohnbaren Bereiche befinden sich auf der Innenseite entlang des Äquators, die Biosphäre reicht insgesamt bis zu den Tropen. Die zentrifugal erzeugte Gravitation und die Atmosphäre nehmen zu den beiden Polen hin ab und sind dort nicht mehr vorhanden. Dort befinden sich Produktions- und Lagerungsstandorte.
Im planetarischen Maßstab ist Globus Cassus nur wenig kleiner als Saturn, das drittgrößte Objekt des Sonnensystems. Die Oberfläche der heutigen Erde entspricht bloß rund 2 % derjenigen von Globus Cassus insgesamt, bzw. rund 11 % von dessen bewohnbaren Gebieten. Das Erde-Mond-System ändert sich durch den Umbau des Festkörpers Erde von rund 13.000 km Durchmesser in den Hohlkörper Globus Cassus von 85.000 km Durchmesser nicht, da letzterer sich immer noch innerhalb der Mondbahn befindet und die Masse dieselbe bleibt, wenn auch die Schalen nur 15 % der Erddichte haben, um sich so weit auszudehnen.
Das Konstrukt besteht zur Gänze aus dem Material der alten Erde. Die Arbeiten beginnen mit dem Bau der vier Äquatorialtürme, durch die das weitere Material zum Bau der Schalen in den Orbit gebracht wird. Die durch den Abbau geschrumpfte Erde verliert mit der Masse auch ihre Gravitation. Die Wasser gehen nach außen, vermischen sich wirbelnd mit der Luft und prasseln auf die bis dahin trockene und luftleere Hohlwelt hernieder, wo sie in den Äquatorzonen Meere, Flüsse und eine Atmosphäre bilden. Zusammen mit diesem gigantischen Wetterereignis verlassen auch die Menschen und Tiere die Erde, deren Erdkruste, Erdmantel und Erdkern, Wasser und Luft vollständig aufgebraucht werden, so dass am Ende das Zentrum des Globus Cassus, der Sitz der ehemaligen Erde, leer ist. Das Buch beschreibt diesen Vorgang auf zweierlei Arten. Einmal in Form einer technischen Darstellung, das andere Mal als metafiktionale Auseinandersetzung mit einer auf Globus Cassus zum Ursprungsmythos namens „Großer Regen“ gewandelten Erinnerung „aus grauer Vorzeit“. Die Gesellschaftsform, die sich auf Globus Cassus etabliert, heißt „Spezifischer Egalitarismus“, eine „spielwirtschaftliche Sozialgesellschaft, die auf einer konsequenten Entkoppelung der lebensökonomischen, politischen und monetären Systeme fußt. Gesetzgebung und Entscheidungsfindung übernimmt das Kollektivego.“

## Künstlerische Bedeutung
Das Projekt ist eine reine Architekturphantasie und undurchführbar. Schon die zeitlichen Dimensionen würden Tausende, wenn nicht Millionen von Jahren betragen. Aufgrund des Auftretens gigantischer Belastungen (Gravitation, Bewegungskräfte) ist an eine Realisierung mit heutzutage vorstellbaren Materialien mangels Druck- und Zugfestigkeit nicht zu denken. Die Undurchführbarkeit des Projekts und damit der Unmöglichkeit des Abschlusses verleiht Globus Cassus den Status von Prozesskunst.

„[Der] Künstler schöpft nicht mehr fertige Welten sprich vollendete Kunstwerke, sondern unterhält Projekte. Dieser Künstlertypus kann nicht wie der biblische Gott nach der Schöpfung nobel zurücktreten, sondern bleibt als Projektmacher weiter im Spiel. Die Realisierung von Waldvogels Utopie, auf dem ‚Globus Cassus‘ eine bessere Welt entstehen zu lassen, wird Waldvogel und seine möglichen Nachfolger gleich „einige Jahrtausende in Anspruch nehmen“. Waldvogels Projekt wird zum Paradefall moderner Kunst.“

Waldvogel selbst schreibt zu seinem Projekt:

„Der radikalmöglichste und realitätsfernste Positionsbezug ermöglicht mir, unter Hinterfragung aller gemeinhin als gesetzt geltenden Tatsachen, den objektivmöglichsten und ungetrübten Blick auf die Mechanismen und Systeme, die unsere Welt (um)treiben. Vom Zusammenhang zwischen Mythologie, Physik, Alchemie und Jurisdiktion über Studien der Sozialsysteme, geometrischen Formen und archaischen menschlichen Bedürfnissen zum Entwurf von oekonomischen Kreisläufen und neuen Lebensumständen sollen alle, eine Menschheit ausmachenden Fakten analysiert und an die im ‚Globus Cassus‘ etablierten und zu etablierenden Prinzipien angepasst werden.“

Der dem Projekt inhärente Zweck der weitestgehenden Infragestellung und Neuentwicklung aller menschlichen Lebensbereiche ist typisch für die Netzkunst, zu der das Projekt ebenfalls gehört. Inspiriert von sozialwissenschaftlichen Theorien und Gesellschaftsutopien, ist diese eng mit Vorstellungen über Gesellschaftsveränderung verbunden und von der Begeisterung für soziale und technische Möglichkeiten geprägt, wie sie in Globus Cassus beispielhaft zum Ausdruck kommt.